# Santiago García Aracil
Santiago García Aracil (Valencia, 8 maggio 1940 – Valencia, 28 dicembre 2018) è stato un arcivescovo cattolico spagnolo.

## Biografia
Santiago García Aracil nacque a Valencia l'8 maggio 1940.

### Formazione e ministero sacerdotale
Compì gli studi ecclesiastici nel seminario maggiore di Valencia. Nel 1976 ottenne la licenza in teologia presso la Facoltà di teologia "San Vicente Ferrer" di Valencia.
Il 21 settembre 1963 fu ordinato presbitero per l'arcidiocesi di Valencia. In seguito fu parroco di due parrocchie dal 1964 al 1965; maestro di cappella del seminario "Corpus Christi" di Valencia dal 1966 al 1984; assistente ecclesiastico diocesano della "Juventud estudiantil católica" dal 1966 al 1984; delegato diocesano per la pastorale universitaria, delegato episcopale per l'apostolato dei laici e assistente ecclesiastico diocesano dell'Azione Cattolica dal 1972 al 1984. Nel 1971 fondò il Centro di Estudios Universitarios (CEU) "San Pablo" di Valencia.

### Ministero episcopale
Il 20 novembre 1984 papa Giovanni Paolo II lo nominò vescovo ausiliare di Valencia e titolare di Croe. Ricevette l'ordinazione episcopale il 27 dicembre successivo dall'arcivescovo metropolita di Valencia Miguel Roca Cabanellas, co-consacranti l'arcivescovo metropolita di Oviedo Gabino Díaz Merchán e il vescovo di Huelva Rafael González Moralejo.
Il 31 maggio 1988 lo stesso papa Giovanni Paolo II lo nominò vescovo di Jaén.
Il 9 luglio 2004 fu ancora papa Giovanni Paolo II a promuoverlo arcivescovo metropolita di Mérida-Badajoz.
Nel gennaio del 2005 e nel marzo del 2014 compì la visita ad limina.
Il 21 maggio 2015 papa Francesco accettò la sua rinuncia al governo pastorale dell'arcidiocesi per raggiunti limiti di età. Poco dopo si trasferì presso alcuni famigliari a Valencia.
In seno alla Conferenza episcopale spagnola fu membro della commissione per la pastorale dal 1987 al 1990, membro della commissione per le relazioni interconfessionali dal 1987 al 1990, membro della commissione per i seminari e le università dal 1990 al 1993, membro della commissione per l'insegnamento e la catechesi dal 1990 al 1993, membro della commissione per i beni culturali dal 1993 al 1999, presidente della commissione per i beni culturali dal 1999 al 2005, membro della commissione per le relazioni interconfessionali dal 2005 al 2008, presidente della commissione per la pastorale sociale dal 2008 al 2014 e membro della commissione per i mezzi di comunicazione sociali dal marzo del 2014.
Nel maggio del 2018 venne nominato membro della Reale Accademia di cultura valenciana.
Morì in un ospedale di Valencia nel pomeriggio del 28 dicembre 2018 all'età di 78 anni per le conseguenze di un improvviso infarto. Le esequie si tennero il 31 dicembre alle ore 9:30 nella cattedrale di Valencia e furono presiedute dal cardinale Antonio Cañizares Llovera. Al termine del rito fu sepolto nel cimitero di Penàguila dove riposano i suoi genitori.

## Opere
Articoli:
- La música en la Iglesia. Notas para una breve intervención en la apertura del XXI Congreso de la Asociación de Archiveros de la iglesia en España. "Música y Archivos de la Iglesia".
- Discurso de apertura de las XXIV Jornadas Nacionales del Patrimonio Cultural de la Iglesia
- La religiosidad popular: naturaleza y valoración (algunas manifestaciones de especial atención con el Año Jubilar de la Encarnación)
- Discurso de apertura de las XXI Jornadas Nacionales de Delegados Diocesanos para el Patrimonio Cultural

Libri:
- Vía crucis: dos reflexiones sobre la pasión de Cristo
- Cofradías para el tercer milenio: exhortaciones y reflexiones pastorales a las cofradías
- Vía Crucis
- El tiempo del silencio
- La aventura de la esperanza

## Genealogia episcopale
La genealogia episcopale è:
- Cardinale Scipione Rebiba
- Cardinale Giulio Antonio Santori
- Cardinale Girolamo Bernerio, O.P.
- Arcivescovo Galeazzo Sanvitale
- Cardinale Ludovico Ludovisi
- Cardinale Luigi Caetani
- Cardinale Ulderico Carpegna
- Cardinale Paluzzo Paluzzi Altieri degli Albertoni
- Papa Benedetto XIII
- Papa Benedetto XIV
- Papa Clemente XIII
- Cardinale Marcantonio Colonna
- Cardinale Giacinto Sigismondo Gerdil, B.
- Cardinale Giulio Maria della Somaglia
- Cardinale Carlo Odescalchi, S.I.
- Cardinale Costantino Patrizi Naro
- Cardinale Serafino Vannutelli
- Cardinale Domenico Serafini, Cong.Subl. O.S.B.
- Cardinale Pietro Fumasoni Biondi
- Cardinale Antonio Riberi
- Arcivescovo Miguel Roca Cabanellas
- Arcivescovo Santiago García Aracil